# Vincenzo Pistacchio
Vincenzo Pistacchio foi um prelado católico romano que serviu como Bispo de Bitetto (1499 – 1518) e Bispo de Conversano (1494 – 1499).
Em 1494, Vincenzo Pistacchio foi nomeado pelo Papa Alexandre VI como Bispo de Conversano. No dia 3 de novembro de 1499, foi nomeado pelo Papa Alexandre VI como Bispo de Bitetto. Serviu como Bispo de Bitetto até à sua renúncia em 1518.